# Immershof
Immershof ist ein Gemeindeteil des Marktes Sparneck im Landkreis Hof (Oberfranken, Bayern). Immershof liegt in der Gemarkung Sparneck.

## Geografie
Die Einöde liegt an einem namenlosen linken Zufluss der Sächsischen Saale und ist von Acker- und Grünland umgeben. Im Westen steigt das Gelände zum Schachtelberg (591 m ü. NHN) an. Eine Gemeindeverbindungsstraße führt nach Grohenbühl (0,2 km nördlich) bzw. am Immerseiben vorbei nach Immerseiben (0,2 km südlich).

## Geschichte
Immershof wurde 1591 erstmals schriftlich erwähnt.
Immershof gehörte zur Realgemeinde Immerseiben. Gegen Ende des 18. Jahrhunderts bestand Immershof aus einem Anwesen. Die Hochgerichtsbarkeit stand dem bayreuthischen Amt Stockenroth zu. Das Kastenamt Stockenroth war Grundherr des Gutes.
Von 1797 bis 1810 unterstand Immershof dem Justiz- und Kammeramt Münchberg. Infolge des Ersten Gemeindeedikts wurde Immershof dem 1812 gebildeten Steuerdistrikt Sparneck und der zugleich entstandenen Ruralgemeinde Sparneck zugeordnet.

### Einwohnerentwicklung
| Jahr      | 1812  | 1861   | 1871   | 1885   | 1900   | 1925   | 1950   | 1961   | 1970   | 1987  |
| Einwohner | *     | 12     | 10     | 6      | 7      | 4      | 6      | 5      | 6      | 3     |
| Häuser    | *     |        |        | 1      | 1      | 1      | 1      | 1      |        | 1     |
| Quelle    | [ 7 ] | [ 10 ] | [ 11 ] | [ 12 ] | [ 13 ] | [ 14 ] | [ 15 ] | [ 16 ] | [ 17 ] | [ 1 ] |

## Religion
Immershof war ursprünglich nach St. Gallus (Zell im Fichtelgebirge) gepfarrt und evangelisch-lutherisch geprägt. Seit dem 19. Jahrhundert ist die Pfarrei St. Vitus (Sparneck) zuständig.